# Kuhinjska sol
Kuhinjska sol je namirnica koja se uglavnom sastoji od natrijevog klorida.

## Biološki značaj
Kuhinjska sol je glavni izvor iona Na+ i Cl- za ljude i životinje. Ioni Na+ imaju ključnu ulogu u mnogim fiziološkim procesima od održavanja stalnog krvnog tlaka do održavanja rada živčanog sustava. Zato je unošenje kuhinjske soli neophodno za život.
Ljudske dnevne potrebe za kuhinjskom soli iznose oko 5g, to je otprilike količina u 1 kg kruha. Današnjim načinom života unosimo u tijelo nekoliko puta veću količinu kuhinjske soli od one koja je potrebna našem tijelu. Prekomjerna upotreba soli može izazvati neke bolesti. Povišen unos soli povezuje se s povišenim tlakom, razvojem osteoporoze, a vjeruje se da stradavaju i bubrezi. Stoga stručnjaci preporučaju, da se unos soli ograniči na 6 grama dnevno i da se pripazi na skrivenu sol koja se nalazi u tvrdim sirevima, umacima, kruhu, juhama iz vrećice i kukuruznim pahuljicama.
Zakon nalaže, da se kuhinjskoj soli mora dodavati jod od 20-30 mg/kg zbog smanjenja pojave gušavosti.

## Način dobivanja
Prema načinu dobivanja postoje tri vrste kuhinjske soli: kamena sol, morska sol i kuhana sol.
- Kuhana sol se dobiva iz naslaga soli na mjestima gdje je nekada bilo more pa se njegovim povlačenjem nataložila sol. Bušenjem i polaganjem cijevi (slično kao i za naftu) dolazi se do nalazišta soli, te se upušta voda koja topi sol, te se salamura diže na površinu, a netopivi ostaci padaju na dno. Salamura se zatim ispumpava, te se "kuhanjem" isparava voda da ostane samo NaCl. (najbolji primjer za to je rudnik soli u Tuzli i nama najbliže strana solana u Austriji - mjestu Ebensee).

- Morska sol se dobiva u solanama isparavanjem morske vode (mora) u velikim plitkim bazenima. Takav način je pak i industrijski način dobivanja. Proces isparavanja započinje u prvom bazenu u kojem je koncentracija NaCl najmanja (morska voda) a završava u zadnjem, u kojem je morska voda toliko prezasićena da se sol taloži na dnu bazena. Isušivanje se obavlja samo u ljetnim mjesecima kada su najpovoljniji uvjeti za proizvodnju (bura i Sunce).

- Kamena sol se dobiva iskapanjem naslaga soli u rudnicima (slično kao ugljen) te njihovim kasnijim mljevenjem i pročišćavanjem. Sličan postupak je s morskom soli.

U Hrvatskoj postoje tri solane koje proizvode morsku sol i to u Pagu, Ninu i Stonu, od kojih je najznačajnija Solana Pag, s godišnjom proizvodnjom od cca. 15-20.000 tona, dok su druge dvije više lokalnog značaja. Hrvatska inače godišnje troši oko 100.000 tona soli, od čega 70% otpada na sol za ceste.